# István Móna
István Móna   (Nyíregyháza, 17 de setembre de 1940 - Budapest, 28 de juliol de 2010) fou un pentatleta hongarès que va competir durant la dècada de 1960.
El 1968 va prendre part en els Jocs Olímpics d'Estiu de Ciutat de Mèxic, on disputà dues proves del programa de pentatló modern. Junt a András Balczó i Ferenc Török guanyà la medalla d'or en la competició per equips, mentre en la competició individual fou setè.
En el seu palmarès també destaquen quatre medalles d'or al Campionat del món de pentatló modern i quatre campionats nacionals (1962, 1963, 1965, 1966).